# 東洋電機
東洋電機
- 独立系の産業用電気制御総合メーカー。愛知県春日井市に本社を置く。本項では同社について詳述する。
- 三和系（みどり会加盟）の鉄道用・産技用を中心とした電気機器のメーカー。東京都中央区に本社を置く。→ 東洋電機製造
- 三菱電機系の鉄道用機器メーカーの旧社名。兵庫県丹波市に本社を置く。2020年4月1日に「三菱電機社会インフラ機器株式会社」に社名変更した[1][2]。
- 独立系で、システム工事も兼業する電気・電子機器メーカー。三重県四日市市に本社を置く。

東洋電機株式会社（とうようでんき、Toyo Electric Corporation ）とは、愛知県春日井市に本社を持つ変圧器、センサ、配電盤など電気制御機器を中心とした会社である。
エレベータ用センサーでは首位級。耐雷トランス（変圧器）にも強み。名古屋証券取引所メイン市場単独上場銘柄である（証券コード6655）。
鉄道車両の電機品メーカーとして知られる東洋電機製造とは何の関係もない。こちらも「東洋電機」と呼ばれることが多い（当社と区別するために「東洋電製」と呼ばれることもある）。

## 沿革
- 1947年（昭和22年）7月 - 「株式会社東洋電機工作所」を設立[4]。
- 1970年（昭和45年）1月 - 「東洋電機株式会社」に商号を変更[4]。
- 1997年（平成9年）1月 - 名古屋証券取引所市場第二部（現：メイン市場）に上場[4]。
- 2004年（平成16年）10月 - 中華人民共和国南京市に子会社「南京華洋電気有限公司」を設立[4]。
- 2006年（平成18年）1月 - 「愛知ブランド企業」認定を取得[5]。
- 2013年（平成25年）2月 - タイ王国バンコク都に「Thai Toyo Electric Co.,Ltd.」を設立[4]。
- 2017年（平成29年）12月 - 「地域未来牽引企業」に選定[6]。

## 事業所
- 本社・春日井工場・名古屋営業所（愛知県春日井市）[7]
- 神屋工場（愛知県春日井市）[7]
- 味美工場（愛知県春日井市）[7]
- 東京営業所（東京都千代田区）[7]
- 大阪営業所（大阪府大阪市中央区）[7]

## 関連会社
- 東洋板金製造株式会社
- 東洋電機ファシリティーサービス株式会社
- 東洋樹脂株式会社
- 南京華洋電気有限公司
- Thai Toyo Electric Co.,Ltd.

## 参考資料
- 2015年6月25日東洋電機株式会社 コーポレート・ガバナンス報告書(名古屋証券取引所 - 閲覧)
- 東洋電機株式会社　有価証券報告書83期